# Honda RVF750 RC45
La RVF750 RC45 est une moto sportive fabriquée par Honda dans les années 1990.